# قاطوب محزم
قَاطُوب مُحَزَّم (الاسم العلمي: Anthribus fasciatus)، نوع من سوسة الفطريات في فصيلة القاطوبيات. إنهُ واحد من نوعين على الأقل في جنس القاطوب.